# 杜官德
杜官德（？—1762年），字號不詳，湖北省鄖陽府竹山縣（今屬十堰市）人，清朝政治人物。

## 生平
乾隆九年（1744年）甲子科鄉試舉人。
乾隆十年（1745年）乙丑科第三甲第一百五名同進士出身。授吏部文選司主事。後升吏部員外郎。
十七年（1752年）派充坐糧廳漢監督。累遷吏部郎中。二十年（1755年）升補江蘇江安督糧道，二十二年（1757年）以道員署理江蘇按察使，隨即擢浙江布政使。
二十四年（1759年），解任。
二十六年（1761年），授陝西寧夏府西路廳同知。
二十七年（1762年），卒於任上。

## 家庭及關連
- 曾祖父：杜賢，祖籍山東，竹山營中軍守備。
- 父：杜理，乾隆十七年舉人。